# Eman El Amir
Eman El Amir (* 5. April 1981 in Kairo) ist eine ehemalige ägyptische Squashspielerin. 

## Karriere
Eman El Amir war von 2000 bis 2008 auf der WSA World Tour aktiv und gewann auf dieser einen Titel. Ihre höchste Platzierung in der Weltrangliste erreichte sie mit Position 30 im September 2002. Mit der ägyptischen Nationalmannschaft nahm sie 2002 und 2004 an der Weltmeisterschaft teil. 2002 wurde sie ägyptische Vizemeisterin hinter Omneya Abdel Kawy. Bei den Afrikaspielen 2003 gewann sie im Einzel die Bronze- und im Mannschaftswettbewerb die Goldmedaille.

## Erfolge
- Gewonnene WSA-Titel: 1
- Afrikaspiele: 1 × Gold (Mannschaft 2003), 1 × Bronze (Einzel 2003)
- Ägyptische Vizemeisterin: 2002